# 아시아 태평양 럭비리그 연맹
아시아 태평양 럭비리그 연맹(Asia Pacific Rugby League, APRL)은 아시아와 오세아니아의 럭비리그 종목을 총괄하는 국제 스포츠 행정 기구이다.

## 회원국
| 국가              | 협회                           | 코드 | 대륙       | 설립 | 가맹   | 비고     |
| ----------------- | ------------------------------ | ---- | ---------- | ---- | ------ | -------- |
| 남아프리카 공화국 | 남아프리카 럭비리그 협회       | RSA  | 아프리카   |      | 2016년 |          |
| 뉴질랜드          | 뉴질랜드 럭비리그 연맹         | NZL  | 오세아니아 |      | 2011년 |          |
| 바누아투          | 바누아투 럭비리그 연맹         | VAN  | 오세아니아 |      | 2011년 | 참관국   |
| 브라질            | 브라질 럭비리그 연맹           | BRA  | 아메리카   |      | 2019년 | 준회원국 |
| 사모아            | 사모아 럭비리그 연맹           | SAM  | 오세아니아 |      | 2011년 |          |
| 솔로몬 제도       | 솔로몬 제도 럭비리그 연맹      | SOL  | 오세아니아 |      | 2010년 | 참관국   |
| 오스트레일리아    | 오스트레일리아 럭비리그 위원회 | AUS  | 오세아니아 |      | 2011년 |          |
| 일본              | 일본 럭비리그 연맹             | JPN  | 아시아     |      | 2021년 | 참관국   |
| 칠레              | 칠레 럭비리그 연맹             | CHI  | 아메리카   |      | 2019년 | 준회원국 |
| 콜롬비아          | 콜롬비아 럭비리그 연맹         | COL  | 아메리카   |      | 2020년 | 참관국   |
| 쿡 제도           | 쿡 제도 럭비리그 협회          | COK  | 오세아니아 |      | 2011년 |          |
| 통가              | 통가 국가 럭비리그 연맹        | TGA  | 오세아니아 |      | 2011년 | 승인대기 |
| 파푸아뉴기니      | 파푸아뉴기니 럭비리그 연맹     | PNG  | 오세아니아 |      | 2011년 |          |
| 피지              | 피지 국가 럭비리그 연맹        | FIJ  | 오세아니아 |      | 2011년 |          |
| 필리핀            | 필리핀 국가 럭비리그 연맹      | PHI  | 아시아     |      | 2021년 | 참관국   |

## 참고 문헌
- “아시아 태평양 럭비리그 연맹”. 국제 협회 연합.
- “ABOUT THE APRL”. 아시아 태평양 럭비리그 연맹. 2022년 9월 26일에 원본 문서에서 보존된 문서. 2022년 10월 2일에 확인함.

## 같이 보기
- 국제 럭비리그 연맹